# 佐藤零郎
佐藤 零郎（さとう れお、1981年7月24日 - ）は、日本の映画監督である。

## 経歴
京都府京都市伏見区出身。京都市立桃山中学校と京都府立鳥羽高等学校で学んだ。大学を中退したのち、映画監督の佐藤真に師事した。
2009年、『長居青春酔夢歌』を監督した。同作では、大阪府の長居公園での野宿生活者に対する強制立ち退きを芝居によって阻止しようとする人々の姿が捉えられている。2009年の山形国際ドキュメンタリー映画祭において、「アジア千波万波」部門で上映された。
2017年、監督作品『月夜釜合戦』が公開された。佐藤にとって初の劇映画である同作は、古典落語の『釜泥』に着想を得ており、16mmフィルムで撮影された。2018年、ポルトガルのポルト・ポスト・ドック国際映画祭において、インターナショナル・コンペティション部門のグランプリを獲得した。おおさかシネマフェスティバル2018ではワイルドバンチ賞を受賞した。2019年、フランスの第14回KINOTAYO現代日本映画祭において審査員賞、イデム最優秀映像賞を受賞した。

## フィルモグラフィー

### 長編映画
- Lakeside City Frustration Boys（2007年） - 監督[12]
- 長居青春酔夢歌（2009年） - 監督・撮影・編集[13]
- 月夜釜合戦（2017年） - 監督・脚本・編集[12]

## 関連文献
- “『長居青春酔夢歌』 佐藤零郎 監督インタビュー”. 山形国際ドキュメンタリー映画祭 (2009年). 2019年3月17日閲覧。
- “絓秀実氏・外山恒一氏・佐藤零郎氏鼎談 （1/6ページ）”. 週刊読書人 (2018年11月16日). 2019年3月17日閲覧。
- 「月夜釜合戦 インタビュー 佐藤零郎 [監督・脚本]」『キネマ旬報』2019年3月下旬映画業界決算特別号、133-135頁。